# Baramula
Baramula là một thị xã và là nơi đặt Ủy ban khu vực thị xã (town area committee) của quận Baramula thuộc bang Jammu và Kashmir, Ấn Độ.

## Địa lý
Baramula có vị trí 34°12′B 74°21′Đ / 34,2°B 74,35°Đ Nó có độ cao trung bình là 1593 mét (5226 foot).

## Nhân khẩu
Theo điều tra dân số năm 2001 của Ấn Độ, Baramula có dân số 61.941 người. Phái nam chiếm 55% tổng số dân và phái nữ chiếm 45%. Baramula có tỷ lệ 65% biết đọc biết viết, cao hơn tỷ lệ trung bình toàn quốc là 59,5%: tỷ lệ cho phái nam là 74%, và tỷ lệ cho phái nữ là 54%. Tại Baramula, 11% dân số nhỏ hơn 6 tuổi.